# الفنزو جوردانو
الفنزو جوردانو افسر ارشد رتبه بندی در اداره پلیس فیلادلفیا بود. قبل از بازنشستگی در سال ۱۹۸۲ رتبه بازرس به دست‌آورد.
جوردانو یک افسر بلند پایه در طول دوره تصدی کمیسر پلیس و شهردار، فرانک ریزو بود.
او از اتهامات عنوان شده علیه رشوه خواری در سال ۱۹۸۶ مجرم شناخته شد.
در طول تابستان سال ۱۹۶۴ زمانی که شورش‌های نژادی زیادی در اغلب شهر در حال جوشش بود، او یکی از اعضای نیروی بود.
جوردانو اولین فرمانده‌ای بود که در صحنه قتل افسر دنیل فاولکنر در ۹ دسامبر ۱۹۸۱ حضور یافت.
در سال ۱۹۸۶، او به جرم رشوه خواری به مبلغ ۵۷،۰۰۰ $ محکوم شد.